# Trance psicodélico
El trance psicodélico, comúnmente llamado psychedelic trance o psytrance es un género de música electrónica caracterizado por arreglos de ritmo hipnóticos y complejas melodías de sintetizador y fuertes riffs de tiempo rápido. Se hizo popular por primera vez en 1995, cuando la prensa británica se hizo eco del fenómeno del goa trance. Desde entonces el género ha crecido mucho hasta ofrecer una gran variedad de sonoridades, tiempos y estilos. Algunos ejemplos incluyen full-on, dark psytrance, progressive psytrance, uplifting psytrance, psychedelic tech trance entre otros.

## Historia
Los primeros hippies ingleses que llegaron a (Goa) India, a mediados de los años 1960 llegaban atraídos por múltiples razones, entre ellas las hermosas playas, el bajo coste de la vida, los amigables residentes locales, las religiones indostánicas, las prácticas espirituales y la amplia disponibilidad de hachís hindú, que fue legal hasta mediados de los 70's.
Durante los años 1970 los primeros DJs ponían generalmente música de grupos de rock psicodélico como Grateful Dead, Pink Floyd o The Doors. Desde 1979, el auge de la música electrónica y el comienzo del electro hizo que se comenzara a escuchar en Goa temas de grupos como Kraftwerk. Sin embargo, no fue hasta 1983 que los DJs empezaron a desplazar la música de Goa hacia la electrónica que estaba sonando en aquella época en Europa. Entre estos destacan el fundamental Laurent y otros como Goa Gil, Swiss Rudi o Stefano. Todos ellos reconocen a Fred Disko como el pionero en la introducción de los sonidos electrónicos en Goa.
El trance surge en Goa a partir de los discos importados de estilos como italo disco, EBM, new beat, electro, Hi-NRG, synth pop o house. Este primer trance se va configurando como un estilo con entidad propia diferente de los discos a partir de los que se origina gracias a los siguientes elementos, desarrollados por DJ Laurent:
- Los discos originales eran manipulados, eliminando la mayor parte de las partes vocales, excepto aquellas con un contenido espiritual o apocalíptico.
- En Goa, a diferencia del mundo Occidental, se pinchaba con casete porque el vinilo no podía resistir el calor y la humedad del lugar. Esto fue importante de cara a reeditar las composiciones originales, tanto para la eliminación de vocales como para la extensión de partes instrumentales especialmente hipnóticas.
- El tiempo era manipulado, ralentizándose hasta 100 BPM o acelerándose para lograr diferentes efectos.
- El resultado tomaba la forma de un prolongado Groove psicodélico. Las sesiones eran muy largas, de hasta diez horas, combinándose diferentes sonoridades según el contexto y el ánimo del público.

Era imposible comprar este tipo de música en tiendas. Incluso hoy la mayor parte de la música psytrance se vende en internet y no en tiendas físicas. Se dice que el primer tema de trance en ser publicado comercialmente fue What Time Is Love, del grupo KLF, que apareció en 1988. Sin embargo, al mismo tiempo se estaba creando goa trance por pioneros como Art of Trance, Juno Reactor, Eat Static y The Infinity Project.
Hacia 1992, la escena de goa trance tenía un pulso propio, aunque el término "goa trance" no se convirtió en la etiqueta del género hasta alrededor de 1994. Aparecieron nuevos artistas por todo el mundo y fue ese año cuando se celebraron los primeros festivales de goa trance, entre los que se cuentan el Gaia Festival en Francia y el posteriormente famoso internacionalmente VuuV en Alemania.
En 1993 se publicó el primer álbum exclusivamente de goa trance, Project 2 Trance, con grupos como Man With No Name y Hallucinogen. El cénit comercial del estilo se alcanzó en 1996 y 1997. Este hype no duró y, una vez que la atención murió, lo mismo ocurrió con las ventas, lo que hizo que desaparecieran sellos, promotoras y artistas.
Hacia 1996 la música había cambiado tanto con respecto a sus orígenes en Goa que el término "goa trance" no parecía apropiado por más tiempo. Así surgió la denominación trance psicodélico, o psytrance para abreviar, que fue acuñada para referirse a estos nuevos estilos. Se eliminaron las melodías multicapa del Goa Trance y apareció una forma musical más oscura y repetitiva, centrada en el ritmo y el groove. Un álbum característico de este cambio fue Radio, publicado en 1998 por X-Dream.
En 2002, las melodías volvieron a hacerse populares, lo que abanderó el comienzo del psytrance full on. La escena estaba integrada por grupos como Talamasca, GMS, 1200 Micrograms, Luminus, Astrix, Skazi, Infected Mushroom, Shiva, entre otros que lograron configurar una nueva Generación de seguidores.
Existen multitud de subgéneros dentro de la escena psytrance, entre los que se incluyen minimal/progressive psy, Full-On, Full-On Night, Full-On Morning, Psycore, Darkpsy, Forest (lado orgánico de Darkpsy), Uplifting, Twilight. Existe todo un movimiento dedicado a revivir el sonido de Goa original, como el propugnado por Metapsychic Records y Suntrip Records.

## Estilo
El trance psicodélico tiene un sonido rápido, generalmente entre 150 y 160 BPM, que suele ser más veloz que otras formas de trance o techno. El psytrance utiliza poderosos golpes de bombo que resuenan constantemente durante la canción y se entrecruzan con diferentes ritmos de bajo que pueden tener parentesco con el funk, el techno, el New beat, la EBM, la música del Medio Oriente o el trance utilizando percusión u otros instrumentos sintetizados. Las diferentes melodías, ritmos y beats generalmente cambian cada ocho compases. Es habitual la creación de múltiples capas de sonido, añadiéndose nuevas ideas musicales cada cuatro u ocho compases. Se van añadiendo progresivamente nuevas capas, hasta crear el clímax, decayendo la canción entonces y comenzando un nuevo patrón rítmico sobre la línea de bajo constante. Un tema típico de trance psicodélico suele tener entre 6 y 10 minutos de duración. El psytrance utiliza profundamente el control de la frecuencia de corte del filtro modular del sintetizador. La reverb también se suele utilizar intensamente.

## Escena actual
Actualmente el género ha llegado a la gran mayoría de rincones del planeta, teniendo grandes escenas especialmente en países como Brasil, Japón, Alemania, Francia, México, Serbia, y muchos otros. Principalmente los festivales enfocados en este género se llevan a cabo en sitios al aire libre y en sitios naturales alejados de las zonas urbanas, lo que destaca las fiestas de psytrance sobre muchos otros géneros que utilizan locaciones dentro de la ciudad; además es notable el trabajo de la decoración psicodélica en muchos festivales del género.
En los más recientes años ha surgido una nueva tendencia en donde la mayor parte de los productores de psychedelic trance retoman las secuencias hipnóticas y ritmos ancestrales combinados con las nuevas técnicas sonoras, lo cual ha llevado a festivales más comerciales como ASOT o Dreamstate (y al género Trance en general) a fijar su atención en las nuevas producciones psytrance, utilizando muchas de ellas para sus sets.
La mayoría de los exponentes iniciadores del género continúan vigentes, aunque se han añadido a la lista muchos nuevos artistas sobresalientes en la escena, tales como, Materia, Talamasca, Mindfold, Vini Vici, Outsiders, Javier Bussola, Intelligence, Ranji, X-Noize, Dende, Dan Moreno, Disorder, Mitanef, Alien Boy, Mandragora, Damian Sarandeses y muchos otros más.
La popularidad del psytrance ha crecido mucho debido a que cada vez se está volviendo más mainstream, sellos discográficos más importantes de la música electrónica mundial como Black Hole Records, Armada Music, Future Sound Of Egypt, Spinnin' Records, etc; han apostado por grabar en estos últimos años tracks de psytrance (underground o comerciales). Posteriormente el psytrance está en la escena EDM por lo cual lo convierte en una nueva tendencia musical ya que los mejores productores y dj's de otros estilos de música electrónica como Armin van Buuren, Steve Aoki, Paul Oakenfold, Dimitri Vegas & Like Mike entre muchos otros, han apostado por producir esté estilo y mezclarlo con otros estilos como el hardstyle, big room, dubstep, complextro, etc; y con sus propios estilos psicodélicos como el uplifting trance, progressive trance, tech trance, goa trance, acid trance, etc. También Spinnin' Records sacó un tema del género Big Room con elementos de psytrance (como, por ejemplo, la línea de bajo, llamada "rolling bassline"; y los pads) con los productores Timmy Trumpet y Carnage con el título "PSY or DIE" al igual que Timmy Trumpet lanzó un sencillo llamado "Oracle". Aunque realmente no se denomina completamente psytrance, ya que se implementan estilos distintos al mismo, estos elementos que se le añaden son parte de otras variantes de la música electrónica, así como lo es el "House" y el ya mencionado "Big Room", por lo cual los productores y oyentes que se concentran en el psytrance no están a gusto con que se llame como psytrance a estos temas. Sin embargo como ya se mencionó, es psytrance fusionado con otros estilos de música electrónica, todo esto ayudó a que nacieran nuevos estilos de música electrónica y evolución de la producción musical electrónica, así mismo a la música psicodélica se le podría considerar como la pionera en introducir sonidos y efectos electrónicos, todo esto ayudó mucho al nacimiento de la música electrónica y a mezclarse entre sí. 
Puede ser el caso del Hardstyle, género el cual suele implementar elementos Psy, mayoritariamente en la línea de bajo que acompaña los "kicks", aportando así una aura más experimental a las producciones. Un claro ejemplo de esta fusión, siendo uno de los "tracks" más representativos del "Hardstyle Experimental", es "The Project" del duo neerlandés Sub Zero Project, lanzada en 2017, creó una tendencia ascendente del uso de "Psykicks". 
Por otro lado, se ha empezado a popularizar el uso de líneas de bajo propias del Psytrance en tracks House o Progressive House (ya sea a tresillos o semicorcheas) gracias al característico ritmo que aporta a sus "drops"; una vez más, podemos poner al australiano Timmy Trumpet como ejemplo, con sus track "The City" (lanzado en 2020 en su álbum de estudio "Mad World") o "Stay Mine", en colaboración con "Afrojack" (2021).

## Enlaces relacionados
- Obskore Productions - Colectivo Español de DarkPsy / Hi-tech / Psycore
- Trance psicodélico en Open Directory Project (inglés)
- Mini documental de la escena psytrance (Inglés)
- Documental "Mexicodelico" dirigido por Nacho Cox
- ektoplazm

- Datos: Q622871
- Multimedia: Psytrance / Q622871